# 똥빵

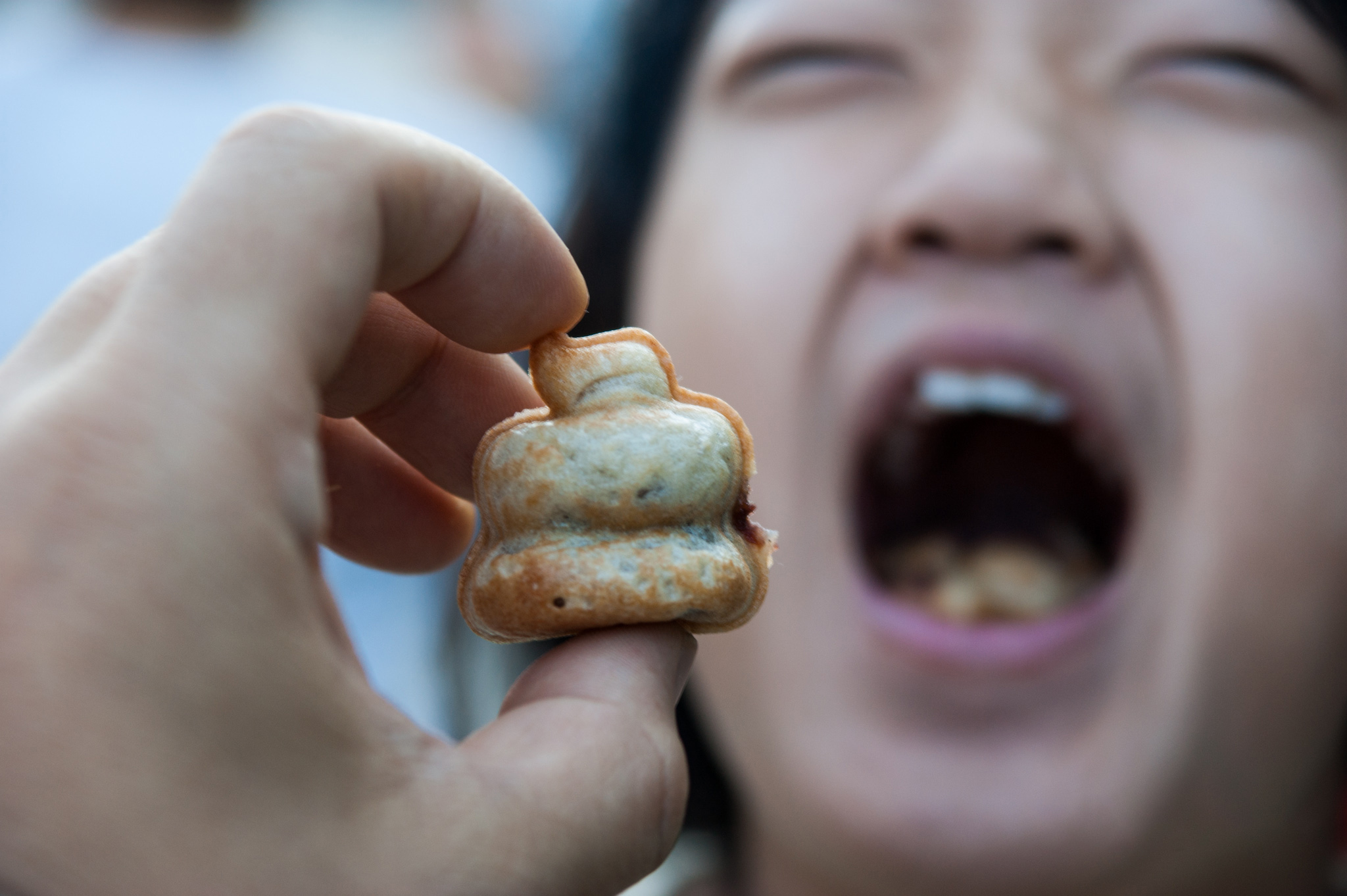
똥빵

똥빵은 길거리 시장에서 판매되는 한국의 빵이다. 인간의 똥 모양을 하고 있으며 팥과 약간의 호두로 채워져 있다. 대한민국 서울특별시 인사동이 기원이다.

## 같이 보기
- 계란빵
- 한국 요리 목록
- 한국 요리